# Țvilihivka, Teplîk
Țvilihivka (în ucraineană Цвіліхівка) este un sat în comuna Kîvacivka din raionul Teplîk, regiunea Vinnița, Ucraina.

## Demografie
Componența lingvistică a localității Țvilihivka
     Ucraineană (100%)
Conform recensământului din 2001, toată populația localității Țvilihivka era vorbitoare de ucraineană (100%).